# Campeonato Juvenil de la AFC 1967
El Campeonato Juvenil de la AFC 1967 se jugó del 15 al 27 de abril en Bangkok, Tailandia y contó con la participación de 14 selecciones juveniles de Asia.
Israel venció en la final a Indonesia para ganar el título por cuarta ocasión consecutiva.

## Participantes
| - Birmania - Ceilán - Hong Kong - India - Indonesia | - Israel - Japón - Malasia - Filipinas - Singapur | - Corea del Sur - Vietnam del Sur - Taiwán - Tailandia (anfitrión) |

## Fase de grupos

### Grupo A
| País      | J | G | E | P | GF | GC | GD  | Pts |
| --------- | - | - | - | - | -- | -- | --- | --- |
| Tailandia | 2 | 2 | 0 | 0 | 12 | 0  | +12 | 4   |
| Ceylon    | 2 | 1 | 0 | 1 | 3  | 7  | –4  | 2   |
| Filipinas | 2 | 0 | 0 | 2 | 2  | 10 | –8  | 0   |

| 15 de abril | Filipinas | 0–7 | Tailandia |
| 17 de abril | Ceylon    | 3–2 | Filipinas |
| 20 de abril | Tailandia | 5–0 | Ceylon    |

### Grupo B
| País            | J | G | E | P | GF | GC | GD | Pts |
| --------------- | - | - | - | - | -- | -- | -- | --- |
| Indonesia       | 3 | 2 | 1 | 0 | 8  | 3  | +5 | 5   |
| Vietnam del Sur | 3 | 1 | 2 | 0 | 3  | 2  | +1 | 4   |
| Corea del Sur   | 3 | 1 | 1 | 1 | 8  | 7  | +1 | 3   |
| Hong Kong       | 3 | 0 | 0 | 3 | 5  | 12 | –7 | 0   |

| 15 de abril | Corea del Sur   | 1–1 | Vietnam del Sur |
| 16 de abril | Hong Kong       | 2–4 | Indonesia       |
| 18 de abril | Vietnam del Sur | 1–0 | Hong Kong       |
|             | Indonesia       | 3–0 | Corea del Sur   |
| 20 de abril | Corea del Sur   | 7–3 | Hong Kong       |
| 21 de abril | Indonesia       | 1–1 | Vietnam del Sur |

### Grupo C
| País     | J | G | E | P | GF | GC | GD | Pts |
| -------- | - | - | - | - | -- | -- | -- | --- |
| Birmania | 3 | 3 | 0 | 0 | 5  | 0  | +5 | 6   |
| Singapur | 3 | 2 | 0 | 1 | 5  | 3  | +2 | 4   |
| Taiwán   | 3 | 1 | 0 | 2 | 4  | 7  | –3 | 2   |
| Japón    | 3 | 0 | 0 | 3 | 2  | 6  | –4 | 0   |

| 16 de abril | Japón    | 0–1 | Birmania |
|             | Singapur | 3–1 | Taiwán   |
| 18 de abril | Taiwán   | 3–2 | Japón    |
| 19 de abril | Birmania | 2–0 | Singapur |
| 22 de abril | Singapur | 2–0 | Japón    |
|             | Birmania | 2–0 | Taiwán   |

### Grupo D
| País    | J | G | E | P | GF | GC | GD | Pts |
| ------- | - | - | - | - | -- | -- | -- | --- |
| Israel  | 2 | 1 | 1 | 0 | 7  | 1  | +6 | 3   |
| India   | 2 | 1 | 1 | 0 | 5  | 2  | +3 | 3   |
| Malasia | 2 | 0 | 0 | 2 | 1  | 10 | –9 | 0   |

| 17 de abril | India   | 1–1 | Israel  |
| 19 de abril | Israel  | 6–0 | Malasia |
| 21 de abril | Malasia | 1-4 | India   |

## Fase final

### Cuartos de final
| Equipo 1  | Resultado | Equipo 2        |
| --------- | --------- | --------------- |
| Tailandia | 0-1       | Singapur        |
| Israel    | 3-0       | Vietnam del Sur |
| Birmania  | 5-0       | Ceylon          |
| Indonesia | 6-2       | India           |

### Semifinales
| Equipo 1 | Resultado | Equipo 2  |
| -------- | --------- | --------- |
| Singapur | 0-3       | Indonesia |
| Israel   | 1-0       | Birmania  |

### Tercer lugar
| Equipo 1 | Resultado | Equipo 2 |
| -------- | --------- | -------- |
| Singapur | 0-4       | Birmania |

### Final
| Equipo 1  | Resultado | Equipo 2 |
| --------- | --------- | -------- |
| Indonesia | 0-3       | Israel   |

## Campeón
| Campeonato Juvenil de la AFC 1967 |
| --------------------------------- |
| Bandera de Israel                 |
| Israel 4º Título                  |